# Berberissnyltrot
Berberissnyltrot (Orobanche lucorum) är en art i familjen snyltrotsväxter. Berberissnyltrot är en flerårig ört som saknar klorofyll och därför parasiterar på Berberis och Rutor. Stjälken är körtelhårig och kan bli upp till 5 dm hög och har istället för vanliga blad små strödda fjäll. Blomningen med gulaktiga blommor med röd anstrykning sker från juni till augusti. Blommorna har stödblad men saknar förblad. Den rörformiga kronan blir 1-2 cm lång med ljust körtelhår med tydlig cilierad underläpp. Ståndarsträngarna är håriga och stiftets märke är till en början gult men blir med tiden purpurrött. Frukten är en kapsel.
Berberissnyltrot liknar timjansnyltrot, men timjansnyltrotens körtelhår är till skillnad från berberissnyltrotens mörka.
Artnamnet lucorum kommer av latinets Lucus och betyder "som växer i heligt snår".

## Utbredning
Växten är vanligt förekommande i Centraleuropa. I Sverige är växten sällsynt förekommande i södra Sverige där första fynduppgift är från Lund i Skåne år 1939.

## Externa länkar

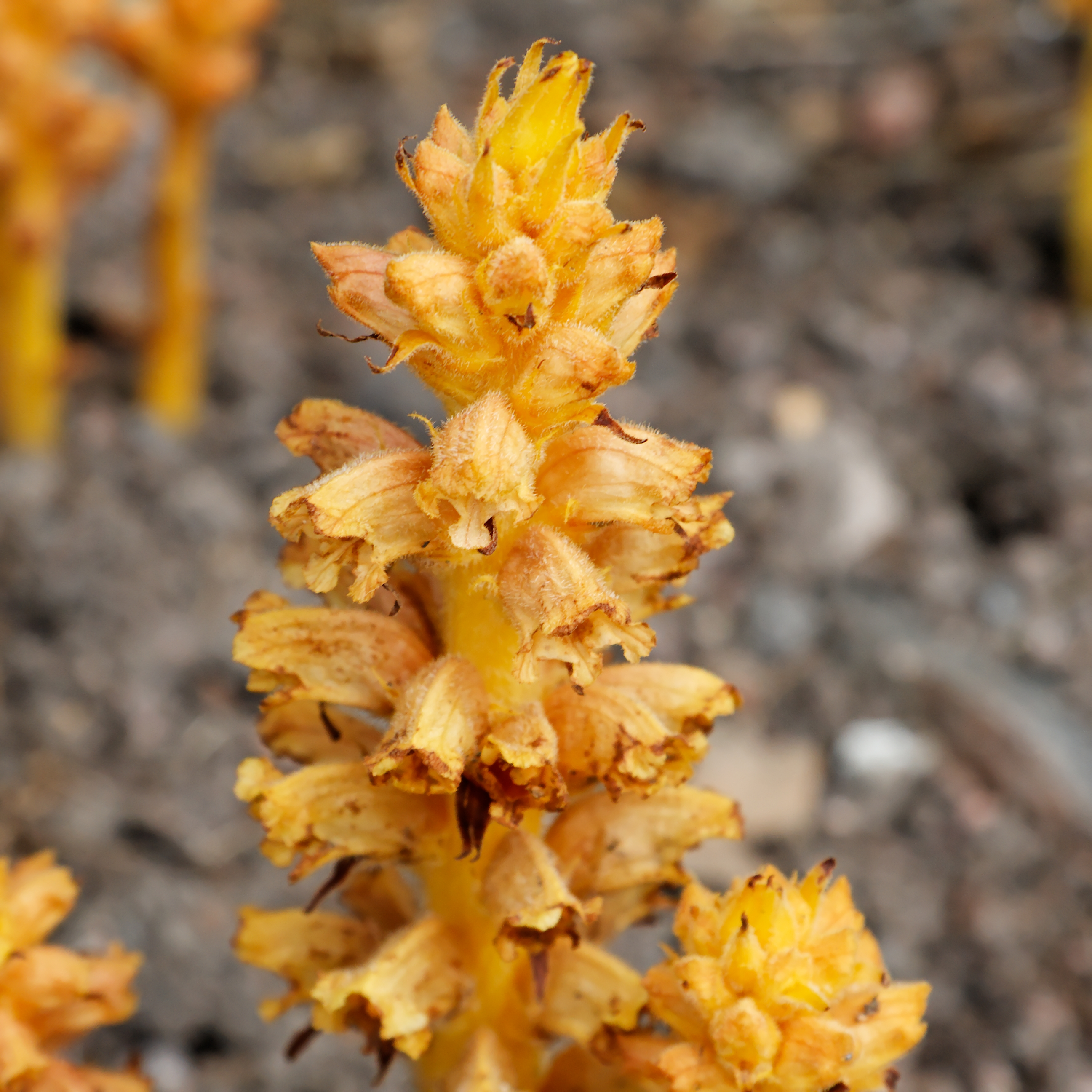